# (21576) McGivney
(21576) McGivney est un astéroïde de la ceinture principale.

## Description
(21576) McGivney est un astéroïde de la ceinture principale. Il fut découvert le 19 septembre 1998 à Needville par William G. Dillon. Il présente une orbite caractérisée par un demi-grand axe de 3,17 UA, une excentricité de 0,14 et une inclinaison de 2,2° par rapport à l'écliptique.

## Compléments